# Thomas Midgley Jr.
Thomas Midgley Jr. (født 18. maj 1889, død 2. november 1944) var en amerikansk maskiningeniør og kemiingeniør: Han spillede en stor rolle i at udvikle blybenzin (tetraetylbly) og nogle af de første chlorofluorocarbon (CFC'er), der blev markedsført under varemærket Freon; begge produkter er senere blevet forbudt i stort omfang, som følge af deres effekt på menneskers sundhed og miljøet. Han fik over 100 patenter i løbet af sin karriere.
New Scientist har kaldt ha en "en-mands miljøkatastrofe".
I 1940, i en alder af 51 år, fik Midgley polio, hvilket gjorde ham meget handicappet. Han opfandt en system med reb og taljer til at løfte sig selv ud af sengen. I 1944 blev han viklet ind i apparatet og blev kvalt.